# ジョエル・フェルドマン
ジョエル・フェルドマン(Joel Shalom Feldman、1949年6月14日-）は、オタワ出身のカナダ人数理物理学者、数学者である。

## 来歴
フェルドマンはトロント大学で物理学と数学を学んで1970年に学士号を取得し、1971年にハーバード大学で修士号を取得した。1974年にはアーサー・ジャフェの下でThe {\displaystyle \lambda \cdot {\Phi }_{3}^{4}} field theory in a finite volumeのテーマで博士号を取得した。1974年から1975年まで、ハーバード大学で構成的場の理論を研究し、1975年から1977年までマサチューセッツ工科大学でw:C. L. E. Moore instructorを務めた。ブリティッシュコロンビア大学で1977年に助教授、1982年に准教授、1987年に教授となった。
フェルドマンは、1996年にジョン・L・シング賞、2007年にCRM・フィールズ・PIMS賞、2007年にCAP・CRM賞、2004年にジェフリー・ウィリアムズ賞を受賞した。1989年から1991年まではキラム・フェロー及びウッドロー・ウィルソン・フェロー、2007年にはw:Fields Instituteのフェローとなった。
フェルドマンは、Vincent Rivasseau、Konrad Osterwalder、Manfred Salmhoferらと構成的場の理論を研究し、また量子多体理論でのフェルミ流体（フェルミ面、超電導転移、フェルミ流体の明示的二次元構成等を含む）やボーズ流体の研究も行った。Horst KnorrerやEugene Trubowitzとともに、フェルドマンはリーマン面の無限種数を研究した。またGunther Uhlmannとともに逆問題の本を書いた。
フェルドマンは、1990年にカナダ王立協会フェローとなった。1990年に京都で行われた国際数学者会議では、Introduction to constructive quantum field theoryとの題で招待講演を行った。2003年にリスボンで行われた世界数理物理学大会では招待講演、1997年にブリスベンで行われた同会議ではプレナリー講演を行った。
2005年から2010年まで、Journal of Mathematical Physics誌の編集者、1999年以降はAnnales de l'Institut Henri Poincare誌の共同編集者を務めた。
主な教え子には、ゴードン・スレイドらがいる。

## 主な論文
- with J. Magnen, V. Rivasseau, R. Seneor: Infrared {\displaystyle \Phi _{4}^{4}}, in Osterwalder, Raymond Stora Critical phenomena, random systems, gauge theories, Les Houches 43, North Holland 1986, pp. 505-537
- with Trubowitz: Perturbation theory for many fermion systems, Helvetica Physica Acta, vol. 63, 1990, pp. 156-260
- with T. Hurd, L. Rosen, J. Wright: Quantumelectrodynamics: a proof of renormalizability, Lecture Notes in Physics 312, Springer Verlag 1988
- with Horst Knorrer, Eugene Trubowitz: Riemann Surfaces of Infinite Genus, AMS (American Mathematical Society) 2003
- with Knorrer, Trubowitz: Fermionic functional integrals and the renormalization group, AMS 2002
- with Knorrer, D. Lehmann, Trubowitz: Fermi liquids in 2 space dimensions, in Rivasseau Constructive Physics. Results in Field Theory, Statistical Mechanics and Solid State Physics, Springer Verlag 1995, pp. 267-300